# Aizoaceae

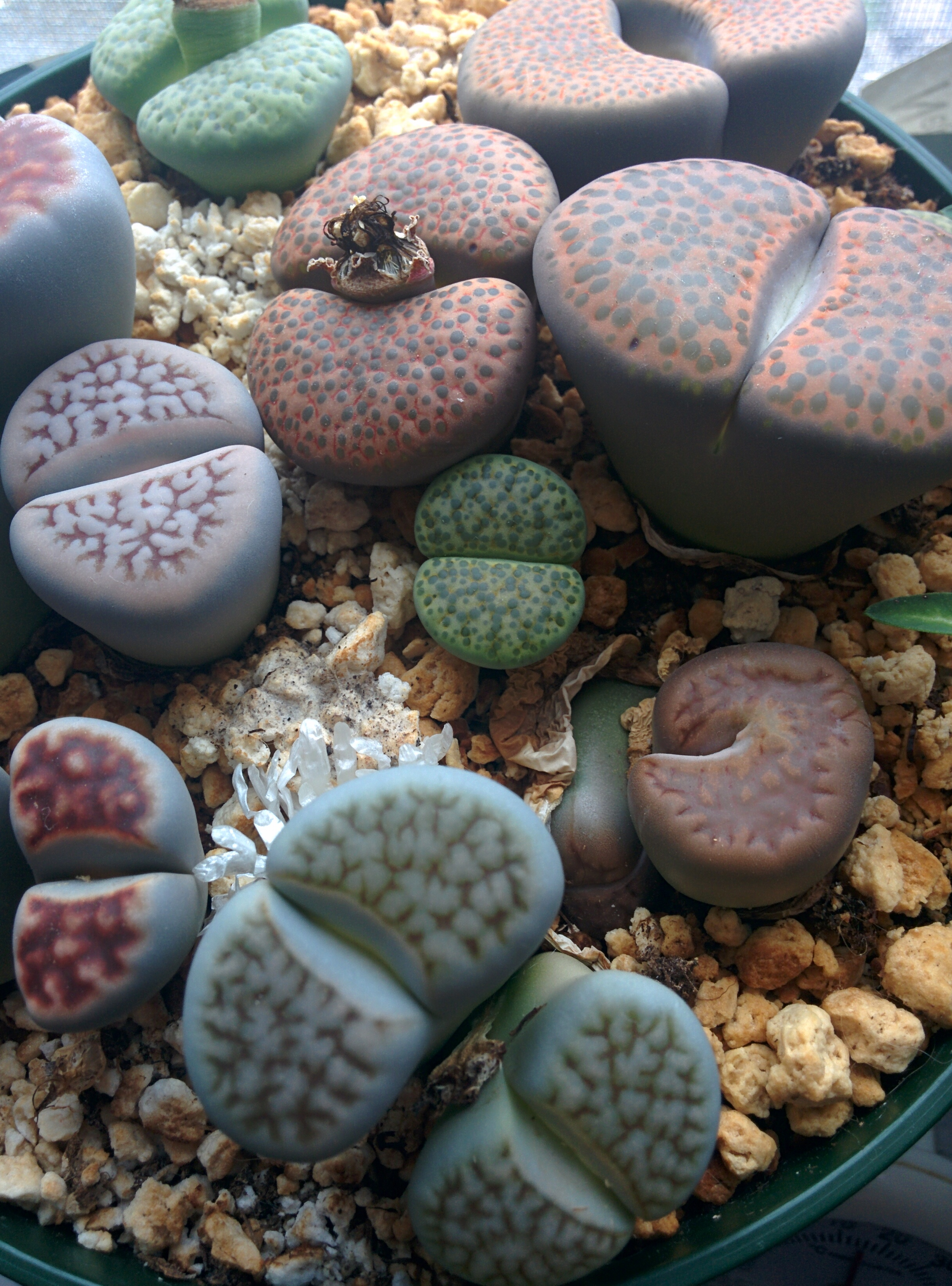
Lithops in a private collection

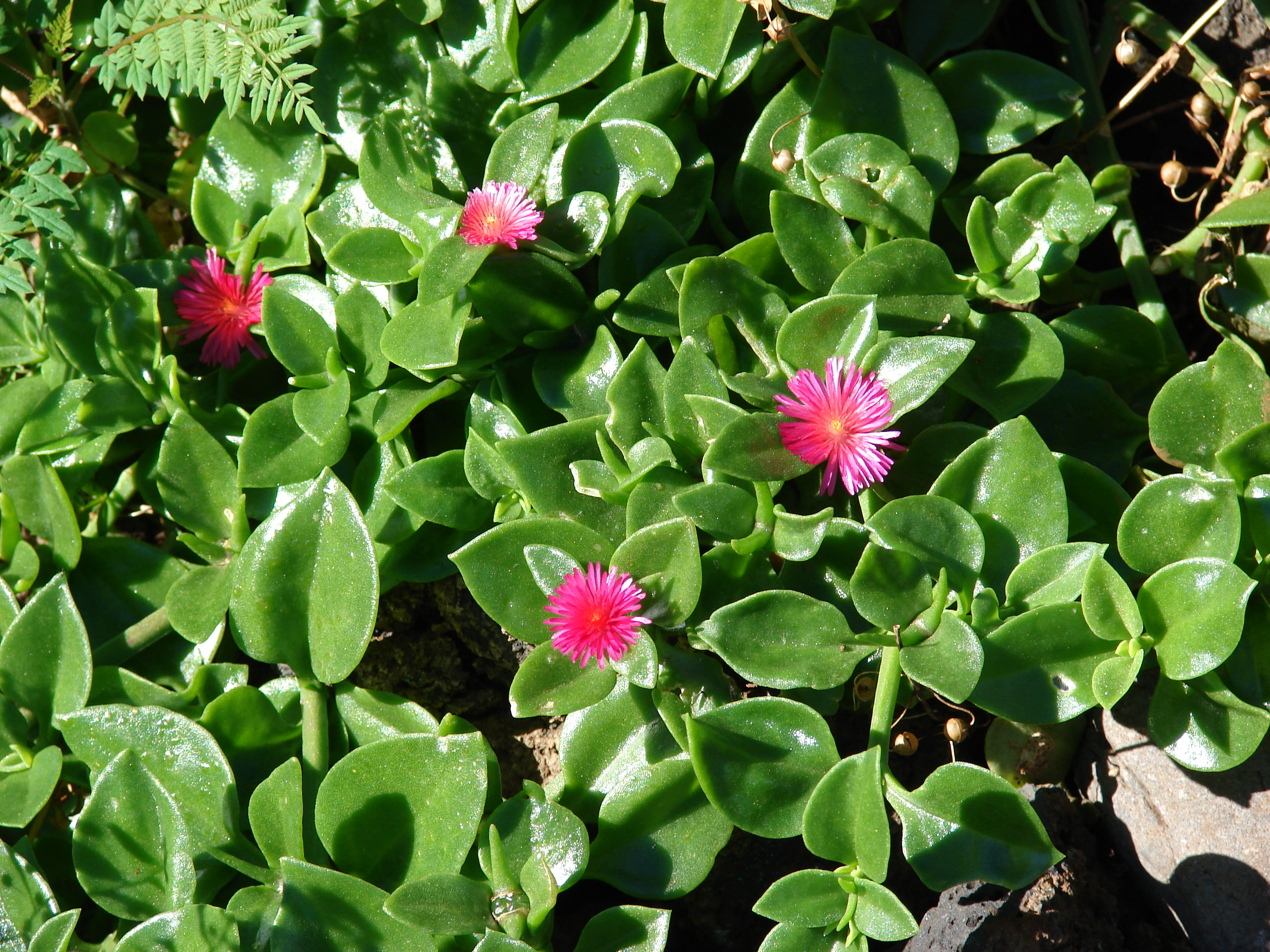
Aptenia cordifolia

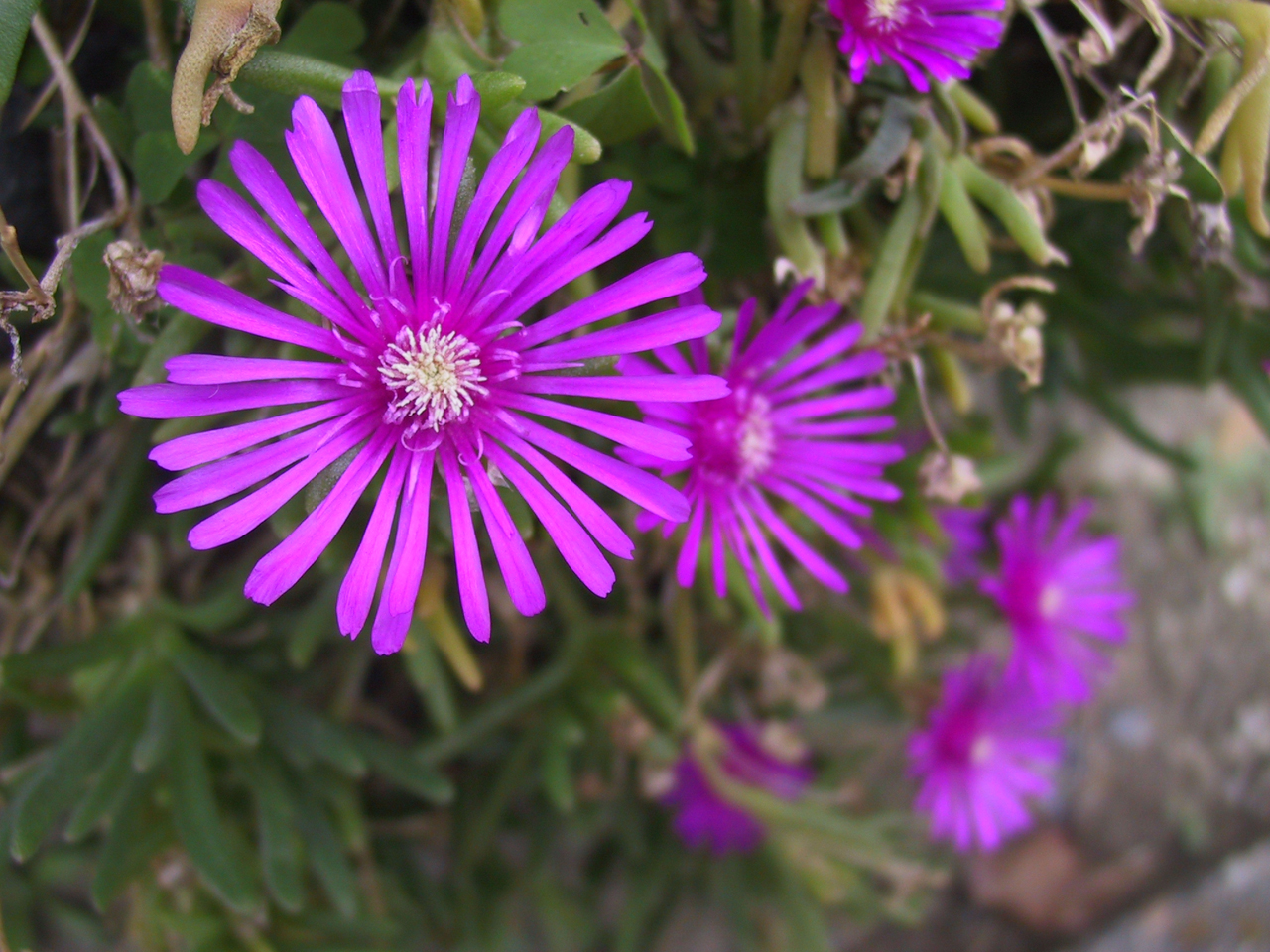
Lampranthus spectabilis

Aizoaceae é uma família de ervas anuais ou perenes, raramente arbustos ou árvores, da ordem Caryophyllales que inclui aproximadamente 2.500 espécies distribuídas em 146 gêneros. Sendo que, no Brasil ocorrem 4 gêneros e 4 espécies.
A maioria das espécies apresenta adaptações para sobreviver a ambientes tropicais e subtropicais, como por exemplo, a utilização do metabolismo CAM (metabolismo ácido das crassuláceas), e ocorrem principalmente na África do Sul.
Possuem grande valor ornamental, como por exemplo, a famosa “planta pedra” (Lithops spp.) que possui folhas suculentas de coloração e aparência de pedregulhos, as quais são renovadas anualmente. Além da “rosinha-de-sol” (Aptenia cordiofolia) e o “cacto-margarida” (Lampranthus productus) .

## Morfologia
As Aizoaceae são plantas com morfologia pouco variada, as quais podem ser encontradas como: ervas com talo ereto, prostradas ou estoloníferas, perenes ou anuais e carnosas, raramente árvores ou arbustos, e raramente possuem estípulas,. 
As folhas podem ser alternas ou opostas, compostas mas também pecioladas ou sésseis, com ou sem bainha. Quanto à inflorescência, pode ser cimosa, uniflora, raro plurifloras, axilares, raro terminais. Suas flores tipicamente são bissexuadas, períginas; com cálice persistente, frequentemente gamossépalo, de 5 à 8 lóbulos; corola ausente,. 
Cinco estames ou polistêmone, cíclicos, livres ou concrescidos na base, geralmente com numerosos estaminódios petalóides; ovário súpero, óvulos numerosos ou solitários. Apresenta fruto em forma de cápsula circuncisa ou loculicida, raramente com arilo. Internamente, sementes com endosperma,.

## Diversidade Taxonômica
A família Aizoaceae possui 146 gêneros viventes descritos atualmente , com aproximadamente 2.271 nomes de espécies reconhecidos: .
- Acrodon
- Acrosanthes
- Aethephyllum
- Agnirictus
- Aizoanthemum
- Aizoon
- Aloinopsis
- Amphibolia
- Anisostigma
- Antegibbaeum
- Antimima
- Apatesia
- Arenifera
- Argata
- Argyroderma
- Aridaria
- Astridia
- Bergeranthus
- Berresfordia
- Bijlia
- Braunsia
- Brianhuntleya
- Calamophyllum
- Callistigma
- Carpanthea
- Carpobrotus
- Carpophyma
- Carruanthophyllum
- Carruanthus
- Carytophora
- Cephalophyllum
- Cerochlamys
- Chasmatophyllum
- Cheiridopsis
- Circandra
- Cleretum
- Conicosia
- Conophyllum
- Conophytum
- Corpuscularia
- Crocanthus
- Cryophytum
- Cylindrophyllum
- Cpselea
- Deilanthe
- Delosperma
- Depacarpus
- Derenbergia
- Dicrocaulon
- Didymaotus
- Dinteranthus
- Diplosoma
- Disphyma
- Dorotheanthus
- Dracophilus
- Drosanthemum
- Ebertalanzia
- Ebracteol
- Echinus
- Enarganthe
- Erepsia
- Esterhuysenia
- Eurystigma
- Faucaria
- Fenestraria
- Frithia
- Galenia
- Gasoul
- Gibbaeum
- Glorriphyllum
- Gunniopsis
- Gymnopoma
- Halenbergia
- Halianthus
- Hammeria
- Hereroa
- Herrea
- Herreanthus
- Hydrodea
- Hymenocycius
- Hymenogyne
- Ihlenfeldtia
- Jacobsenia
- Jensenobotrya
- Jordaaniella
- Juttadinteria
- Kensitia
- Khadia
- Lamprantrus
- Lapidaria
- Leipoldtia
- Lithops
- Machairophyllum
- Macrocaulon
- Malephora
- Mariosthistella
- Maughaniella
- Mentocalyx
- Mesembryanthemum
- Mesembryanthus
- Mestoklema
- Meyerophytum
- Micropterum
- Mimetophytum
- Mitrophyllum
- Monilaria
- Mossia
- Muiria
- Namaquanthus
- Namibia
- Nananthus
- Nelia
- Neohenricia
- Neorhine
- Nycteranthus
- Octopoma
- Odontophorus
- Oophytum
- Ophthalmophyllum
- Opophytum
- Orthopterum
- Oscularia
- Ottosonderia
- Papularia
- Peesia
- Perissolobus
- Phiambolia
- Phyllobolus
- Piquetia
- Platythyra
- Pleiospilos
- Plinthus
- Polymita
- Pomatotheca
- Prenia
- Prepodesma
- Psammophora
- Psilocaulon
- Punctillaria
- Rabiea
- Radiana
- Rhinephyllum
- Rhombophyllum
- Rhopalocyclus
- Rimaria
- Ruschia
- Ruschianthemum
- Ruschianthus
- Ruschiella
- Saphesia
- Sarcozona
- Sceletium
- Schlechteranthus
- Schwantesia
- Scopelogena
- Sesuvium
- Skiatophytum
- Smicrostigma
- Sphalmanthus
- Stayneria
- Sterropetalum
- Stigmatocarpum
- Stoeberia
- Stomatium
- Synaptophyllum
- Tanquana
- Tetragonella
- Tetragonia
- Thyrasperma
- Tischleria
- Titanopsis
- Trianthema
- Tribulocarpus
- Trichocylus
- Trichodiadema
- Vanheerdea
- Vanzijlia
- Verrucifera
- Vlokia
- Wooleya
- Zaleya
- Zeuktophyllum

## Distribuição Geográfica
A família Aizoaceae possui uma distribuição predominantemente tropical, com boa parte de sua abundância e diversidade na África do Sul e Austrália. Divide-se em quatro subfamílias, Aizooideae, Mesembryanthemoideae, Sesuvioideae e Ruschioideae. 

### Brasil
Na Região Norte, há casos confirmados de Aizoaceae no Amazonas e Pará, no nordeste encontra-se em quase todos os estados, tendo ocorrências confirmadas em Alagoas, Bahia, Ceará, Maranhão, Paraíba, Pernambuco, Piauí, Rio Grande do Norte e Sergipe.
Já na região Centro-Oeste, há confirmação de Aizoaceae apenas em Goiás, Mato Grosso. No Sudeste, encontra-se em todos os estados: Espírito Santo, Minas Gerais, Rio de Janeiro e São Paulo, assim como no Sul: Paraná, Rio Grande do Sul, Santa Catarina. 
Há também ocorrências confirmadas na Ilhas Oceânicas de Fernando de Noronha. Como um todo, as Aizoaceae estão presentes nos domínios fitogeográficos brasileiros de Floresta Amazônica, Caatinga e Mata Atlântica.

### Portugal
Em Portugal a família é representada por 10 géneros: Aizoon,  Aptenia, Carpobrotus, Disphyma, Dorotheanthus, Drosanthemum, Lampranthus, Mesembryanthemum, Sesuvium e Tetragonia. Em termos de espécies ocorrem 16 espécies:
- Aizoon canariense
- Aizoon hispanicum
- Aptenia cordifolia
- Carpobrotus acinaciformis
- Carpobrotus edulis
- Disphyma crassifolium
- Dorotheanthus gramineus
- Drosanthemum candens
- Drosanthemum floribundum
- Lampranthus falciformis
- Lampranthus glaucus
- Lampranthus multiradiatus
- Mesembryanthemum crystallinum
- Mesembryanthemum nodiflorum
- Sesuvium portulacastrum
- Tetragonia tetragonoides

## Lista de espécies brasileiras
São reconhecidos e encontrados 4 gêneros de Aizoaceae no Brasil, cada uma com uma espécie. Também são reconhecidos 9 sinônimos para as espécies encontradas, sendo que, nenhuma é considerada endêmica no país:

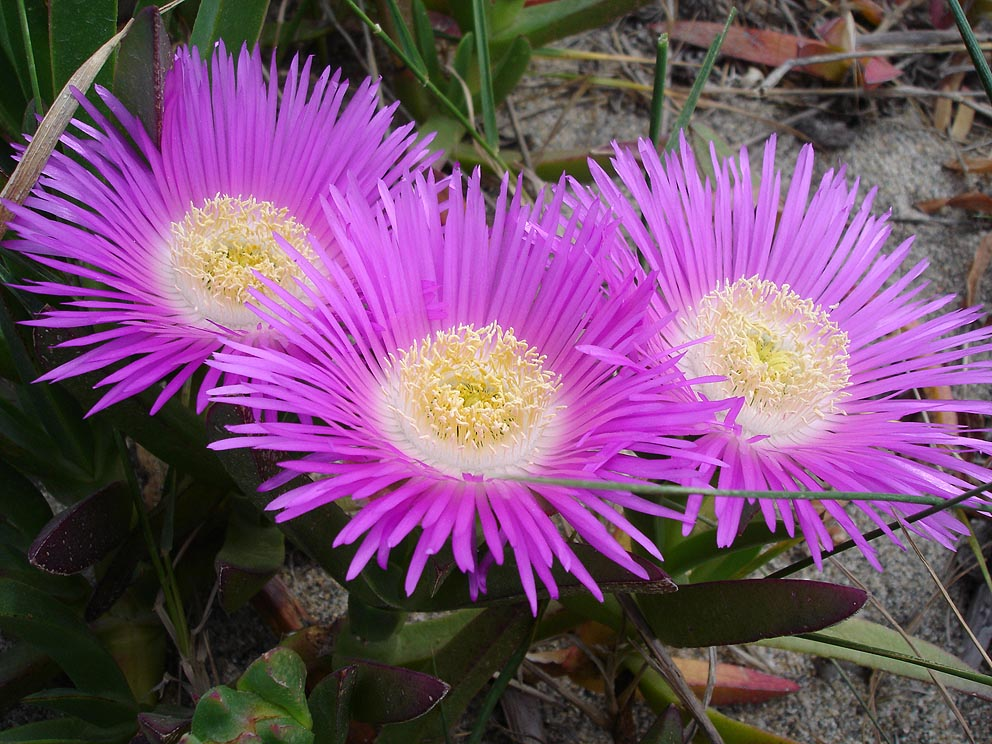
Carpobrotus edulis

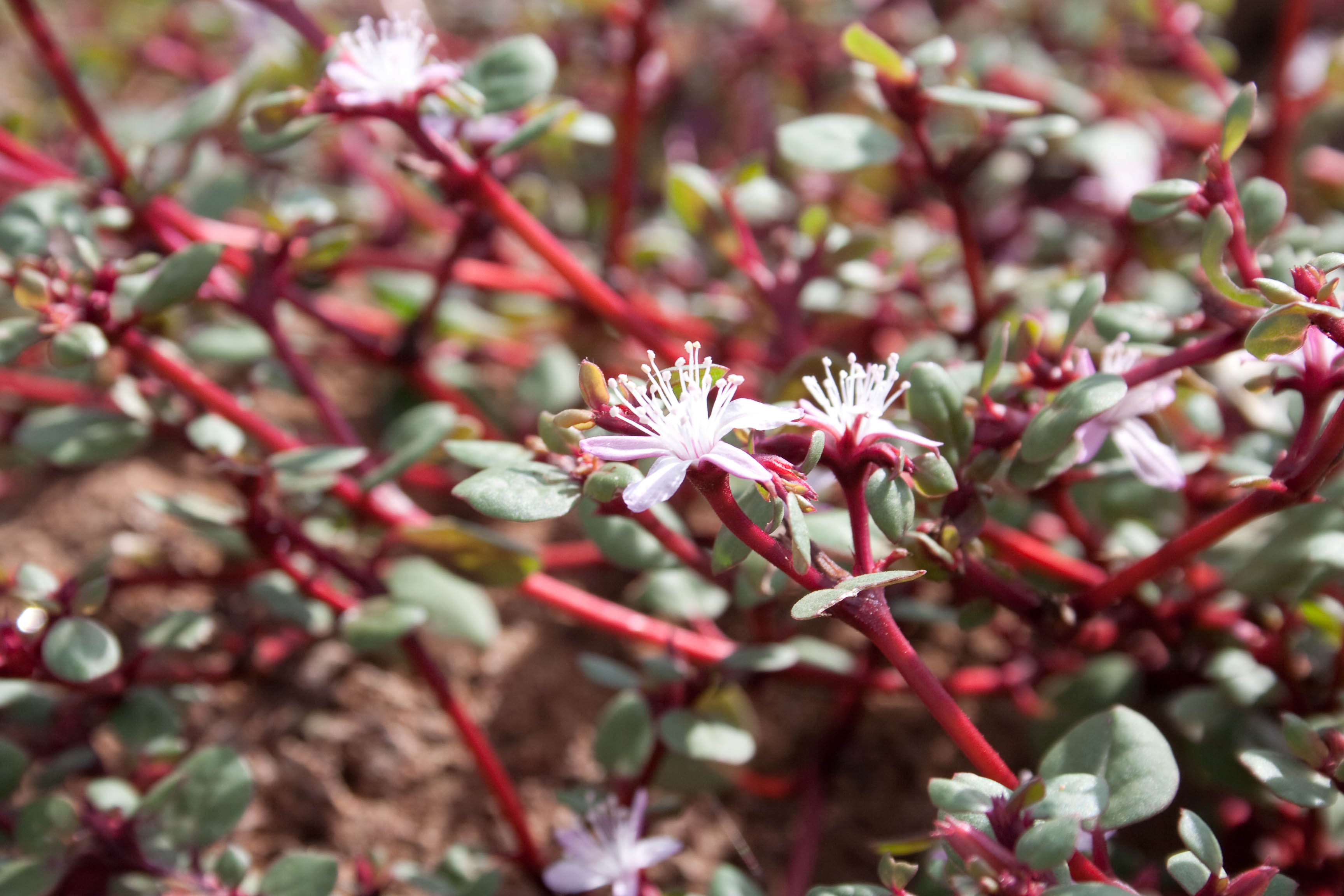
Trianthema portulacastrum

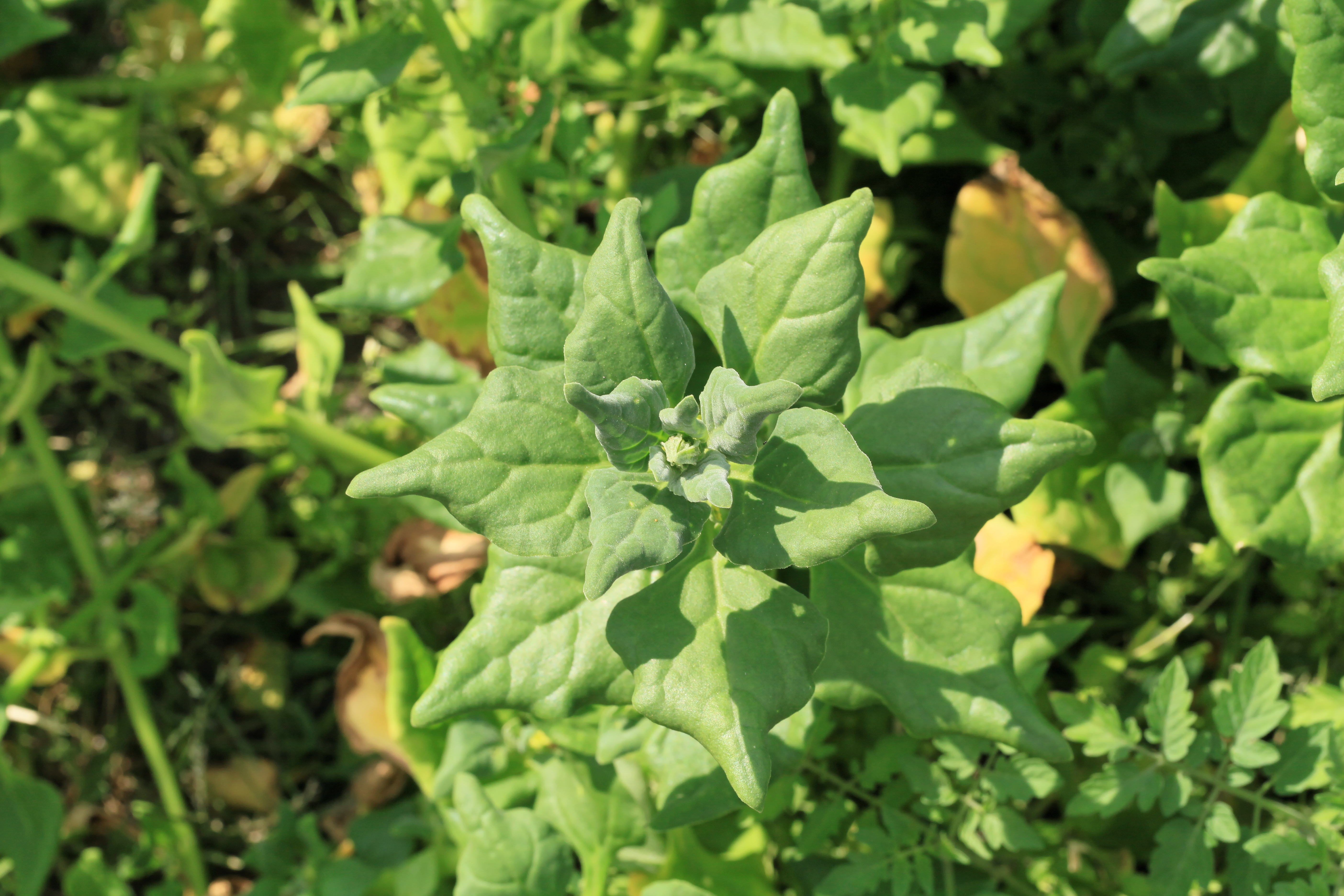
Kluse - Tetragonia tetragonoides - Neuseeländer Spinat 01 ies

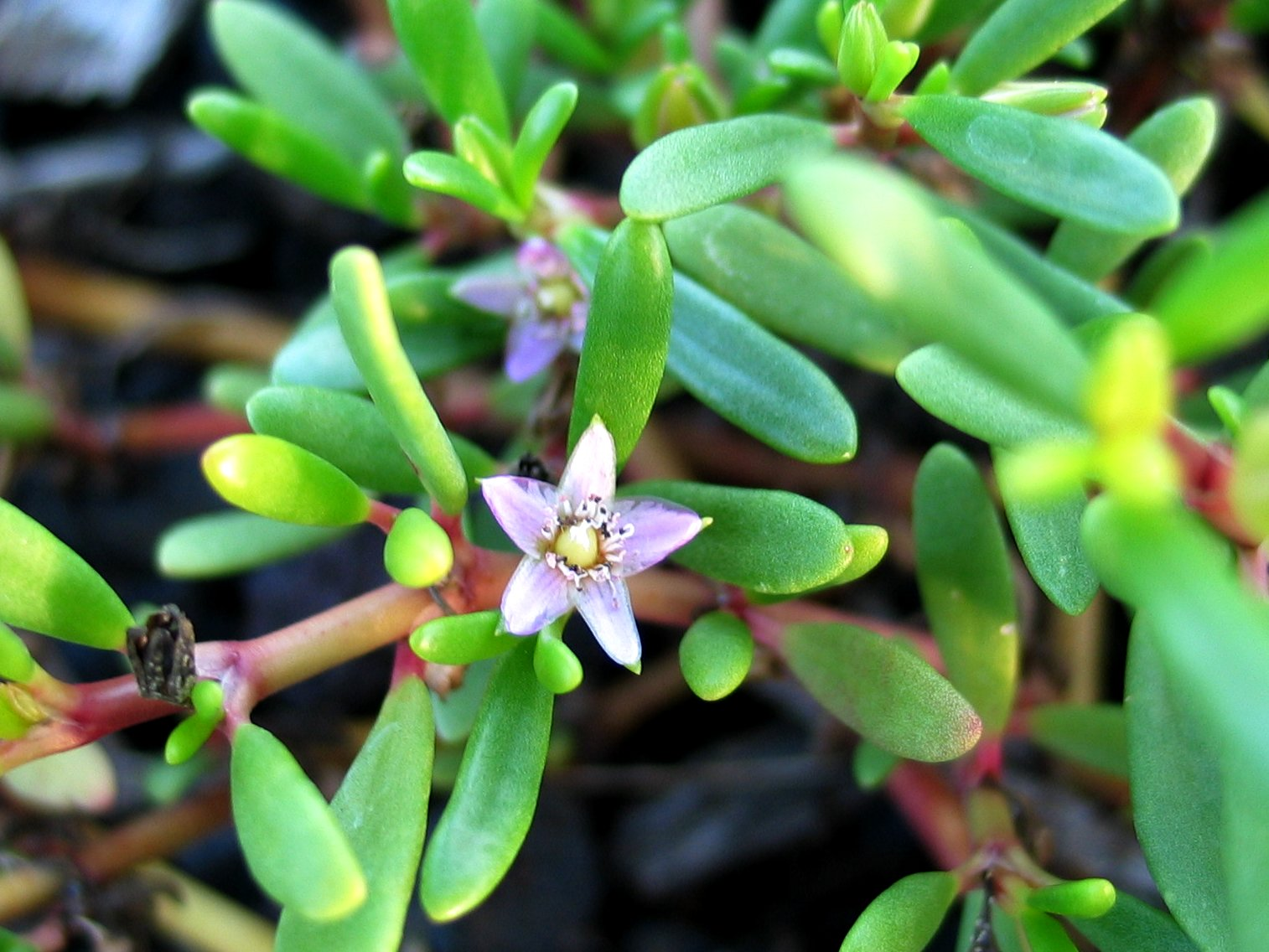
Sesuvium portulacastrum

- Gênero Carpobrotus N.E.Br., espécie Carpobrotus edulis (L) N.E.Br.

- Gênero Trianthema L., espécie Trianthema portulacastrum L.

- Gênero Tetragonia L., espécie Tetragonia tetragonoides (Pall.) Kuntze

- Gênero Sesuvium L., espécie Sesuvium portulacastrum (L.) L.

## Relações Filogenéticas
A família Aizoaceae pertence à ordem monofilética Caryophyllales, grupo superasterídeas dentro de Eudicotiledôneas (angiospermas com pólen tricolpado). A ordem Caryophyllales apresenta delimitações incertas na literatura sobre as relações filogenéticas entre suas famílias .
Porém através dos estudos mais aceitos pela comunidade, pode ser caracterizada pelas seguintes sinapomorfia: 
- Placentação basal (ou central);
- Exina espinulosa;
- Óvulos com micrópila formada pelo tegumento interno.

Dentro de Caryophyllales, Aizoaceae se encontra no clado monofilético de Core Caryophyllales, caracterizadas pela presença de nodos uniloculares, hastes concêntricas de xilema e floema, tubo floemático com plastídeos com anel periférico com filamentos proteicos e um cristal protéico central.
A família Aizoaceae não pertence ao clado com característica sinapomórfica de suculência, mas sim, é irmão do clado com essa sinapomorfia, o qual engloba as famílias : Molluginaceae, Monitaceae, Halophytaceae, Basellaceae, Didiereaceae, Portulacaceae e Cactaceae. Porém como algumas das Aizoaceae possuem folhas suculentas, acredita-se que a origem dessa característica tenha ocorrido independentemente nesse grupo. 
Seu grupo irmão Gisekiaceae representa plantas com metabolismo C4, com anatomia de Kranz da variedade atriplicóide. Já Aizoaceae é conhecida por suas inflorescências e a capacidade de realizar metabolismo CAM .

## Conservação
Segundo a IUCN, a espécie Antimima eendornensis nativa da Namibia, apesar de ser uma  espécie que ocupa uma faixa de área restrita, sua abundância está decrescendo em consequência da coleta e pela agricultura, que  pode ser também uma ameaça em potencial. A espécie Delosperma gautengense encontra-se ameaçada por ação de colecionadores, perda de habitat, fragmentação, urbanização, espécies invasoras, por frequentes incêndios e erosão. Uma subpopulação ocorre dentro de Magaliesburg (África do Sul) e está protegida, segundo a Lei de Conservação Ambiental 1989, Seção 16. 
Delosperma macellum nativa da África do Sul, encontra-se ameaçada pela transformação e fragmentação do habitat devido à urbanização e agricultura, além de ser uma espécie de interesse para colecionadores.